# 淇武蘭
淇武蘭，是台灣宜蘭縣礁溪鄉的一個傳統地域名稱。位於該鄉中部偏東。相較於今日行政區，其範圍大致為二龍村西半部、德陽村最南端。

## 歷史
台灣清治末期，淇武蘭地區為一街庄，稱為「淇武蘭庄」，隸屬於四圍堡。該庄東與五股庄為鄰，東南及西南隔二龍河及其支流得子口溪分別與茅埔庄、三十九結庄為界，西北邊為六結庄，東北邊為抵百葉庄。
1901年（日治明治三十四年）11月，廢縣廳改設二十廳，該庄隸屬於宜蘭廳，編入第三區。1905年（明治三十八年）7月，該區改名「礁溪區」。1909年（明治四十二年）10月，合併二十廳為十二廳，該庄仍隸屬於宜蘭廳。1920年（大正九年），廢十二廳改設五州二廳，該庄改制為「淇武蘭」大字，隸屬於臺北州宜蘭郡礁溪庄。
戰後礁溪庄改制為礁溪鄉，隸屬於臺北縣，大字亦改制為村。1950年10月，北、基、宜分治，礁溪鄉改隸屬於宜蘭縣。

## 聚落
本地區發展較早的聚落為淇武蘭社、淇武蘭等，在日治期初期的官方地圖上已有記載。此外，本地區尚有洲仔尾聚落。

## 交通
國道5號又稱「北宜高速公路」，是橫跨台灣東西部的高速公路，大致以北向南蜿蜒經過淇武蘭地區中部。境內未設交流道，北側最近的是省道台9線交會口南邊的頭城交流道，南側最近的是省道台7線交會口的宜蘭交流道。由該道路向北可前往頭城西南部、坪林、石碇、南港並止於國道3號南港系統交流道，向南可前往宜蘭、羅東、蘇澳等地。
鄉道宜2線（淇武蘭路）是五峰旗至洲仔尾的道路，大致以西北—東南走向轉西南—東北走向蜿蜒經過本地區南部邊界地帶。由該道路向西北可前往六結、礁溪市區、得子口、五峰旗，向東北可前往洲仔尾東側並止於縣道191號路口。
鄉道宜4線（興農路）是礁溪至竹安路的道路，大致以西向東經過本地區北部邊界地帶。由該道路向西轉西北西可前往奇立丹、礁溪市區並止於中山路一段（省道台9線舊線），向東可前往五股、大塭南部、三抱竹南部並止於省道台2線路口。